# Finska kyrkohistoriska samfundet
Finska kyrkohistoriska samfundet (finska: Suomen kirkkohistoriallinen seura) som bildades den 30 juni 1891 har till uppgift att samla och offentliggöra uppgifter angående Finlands kyrkohistoria samt i allmänhet att få finska kyrkans liv och förhållanden under gamla och nya tider kända. 
Organisationen åtnjuter ett mindre statsanslag och har utgett urkunder. Styrelsen har sitt säte i Helsingfors och består av sju ledamöter, valda på tre år. 